# Теофил Ђакон
Теофил Ђакон је хришћански светитељ који се празнује заједно са Еладијем Мирјанином. Теофил је био пореклом из римске покрајине Ливије која се налазила у северној Африци. Због вере у Исуса Христа је, заједно са Еладијем, ухваћен и изведен пред намесника и кнеза Ливије. Пошто је и пред намесником потврдио своју веру у Исуса Христа, везали су га и заложили му ватру на грудима. Тако је печен док није преминуо. Теофил Ђакон је преминуо на почетку четвртог века.
Православна црква га заједно са Еладијем Мирјанином слави 8. јануара по јулијанском календару, а 21. јануара по грегоријанском календару.